# Z egipskiego rytuału zmarłych (wiersz)

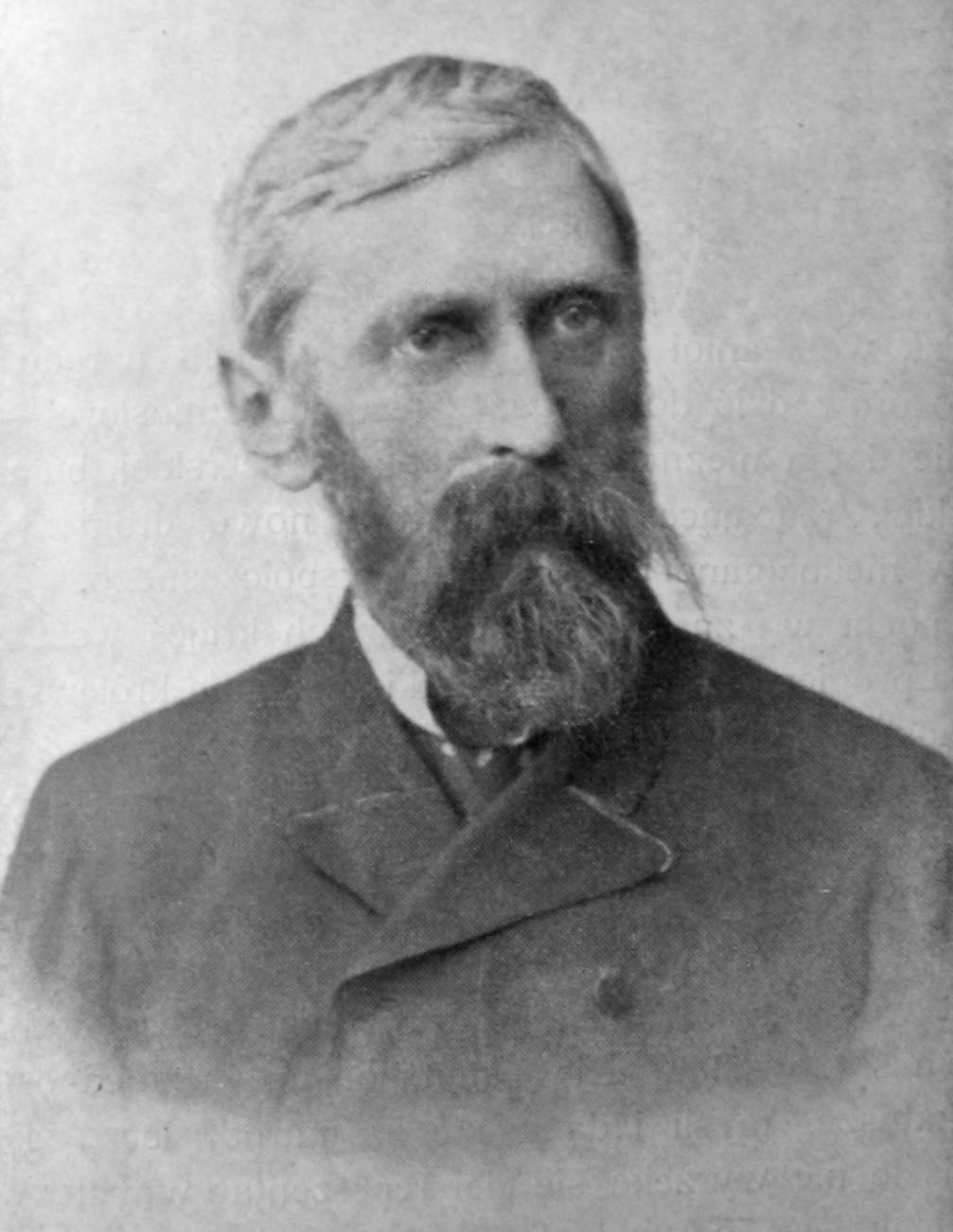
Adam Asnyk

Z egipskiego rytuału zmarłych – wiersz Adama Asnyka, pierwotnie opublikowany w 1880 r. w tomie Poezye. Tom III. 
Utwór odwołuje się do staroegipskich wierzeń religijnych. Składa się z czternastu strof sześciowersowych, pisanych jedenastozgłoskowcem, rymowanych abbaab lub ababba.

Ozyrys szalę prawdy ujął w dłonie,
I jedno oko zatopił jastrzębie
W cichej wieczności tajemnicze głębie,
A drugie zwrócił ku doczesnej stronie,
Skąd przylatują do niego po zgonie
Stadami ludzkie dusze, jak gołębie.

Na język czeski wiersz przełożył František Kvapil. 
Poemat jest przykładem ówczesnych zainteresowań tematami egiptologicznymi, będącymi popularnym motywem literackim w okresie powstania tego utworu. 
Utwór jest uważany za przykład parnasizmu w literaturze polskiej. 